# Ledra cingalensis
Ledra cingalensis är en insektsart som beskrevs av William Lucas Distant 1908. Ledra cingalensis ingår i släktet Ledra och familjen dvärgstritar. Inga underarter finns listade i Catalogue of Life.